# Arrondissement di Thionville
L'arrondissement di Thionville è una suddivisione amministrativa francese, situata nel dipartimento della Mosella e nella regione del Grand Est.
È stato costituito il 29 dicembre 2014 per inclusione dell'Arrondissement di Thionville-Ovest nell'Arrondissement di Thionville-Est e successivo cambio di nome.

## Composizione
L'arrondissement raggruppa 105 comuni in 7 cantoni:
- cantone di Algrange
- cantone di Bouzonville
- cantone di Fameck
- cantone di Hayange
- cantone di Metzervisse
- cantone di Thionville
- cantone di Yutz